# Ацидоліз
Ацидоліз (рос. ацидолиз, англ. acidolysis) — обмінне розщеплення, в тому числі сольволітичне, хімічного зв'язку в органічних сполуках під дією органічних або неорганічних кислот. У першому випадку вони можуть виконувати роль розчинника і при цьому застосовують ще й мінеральні кислоти як каталізатори, наприклад:
RCO–OCOR + HХ → RCO–Х + RCOOH
де Х = OCOR`, SH.